# روبرت جيمس كولير
روبرت جيمس كولير (بالإنجليزية: Rob James-Collier)‏ (من مواليد 1976) ممثل إنجليزي عروف بأدواره تلفزيونية في شخصية توماس بارو في مسلسل التلفزيوني داونتون آبي وشخصية ليام كونور في شارع كورونيشن.

## نشأته
ولد جيمس كولير في  سالفورد ، مانشستر الكبرى،  باسم روبرت كولير، لكنه غير اسمه إلى روبرت جيمس كولير لتجنب الخلط مع ممثل آخر بهذا الاسم السابق. تلقى تعليمه في مدرسة سانت باتريك الرومانية الكاثوليكية في إكليس، مانشستر الكبرى.

## الروابط الخارجية
- روبرت جيمس كولير على موقع IMDb (الإنجليزية)
- روبرت جيمس كولير على موقع ألو سيني (الفرنسية)
- روبرت جيمس كولير على موقع أول موفي (الإنجليزية)
- روبرت جيمس كولير على موقع إن إن دي بي (الإنجليزية)
- روبرت جيمس كولير على موقع قاعدة بيانات الفيلم (الإنجليزية)
- روبرت جيمس كولير على موقع كينوبويسك (الروسية)
- روبرت جيمس كولير في قاعدة بيانات الأفلام على الإنترنت